# École Centrale de Paris
Fundada en 1829, l'École Centrale de Paris, també anomenada ECP, és una Grande école d'enginyeria de França. Està situada a París, França: Campus Châtenay-Malabry.
L'École Centrale de Paris és un establiment públic d'ensenyament superior i recerca tècnica.
L'Escola lliura 
- el diploma d'enginyer de École Centrale de Paris (Màster Ingénieur Centralien de Paris)
- el diploma Màster recerca i de doctorat
- Mastère spécialisé
- MOOC.[2]

## Admissió i escolaritat
L'ingrés a l'École Centrale de Paris s'efectua per 
- concurs Centrale-Supélec (estudiants francesos)
- xarxa (Top Industrial Managers for Europe) (estudiants Europe)
- programa europeu ERASMUS (estudiants Europe).

La majoria dels estudiants francesos són admesos després de dos o tres anys de classes preparatòries. Aquests dos anys equivalen als dos primers anys d'estudis universitaris, en els quals s'estudia a fons sobretot Matemàtiques i Física.
A més a més, un nombre important d'estudiants prové de les millors universitats internacionals que pertanyén a la xarxa TIME (Top Industrial Managers for Europe).

## Els EstudisCentraliens
L'École Centrale de Paris pertany al grup francès d’Écoles Centrales, juntament amb l'École centrale de Lyon, l'École centrale de Nantes, l'École centrale de Marseille, l'École centrale de Lille i l'École centrale de Pékin.
El programa del conjunt d'Escoles Central és el programa principal de l'Escola.
La particularitat roman en què es pretén que els estudiants tinguin coneixements en tots els camps de l'enginyeria, camps tan diversos de l'enginyeria com poden ser: mecànica, enginyeria elèctrica, física, química, materials, mecànica dels fluids, matemàtiques, enginyeria civil, telecomunicacions i informàtica.

## Graduats famosos
- Louis Blériot, pioner de l'aviació en les seves facetes de pilot, fabricant i dissenyador
- Henri de Dion, enginyer francès especialitzat en les construccions metàl·liques
- Jean-Jacques Dordain, Director General de l'Agència Espacial Europea i manté la seva posició des del 2003
- François Goulard, polític bretó
- Aimé Olivier de Sanderval, aventurer i explorador francès de l'Àfrica de l'Oest
- Boris Vian, escriptor francès, enginyer, inventor, poeta, cantautor, crític i trompetista de jazz